# Iljas Abu Šabaka
Iljas Abu Šabaka, libanonski pesnik in esejist, * 3. maj 1903, Providence, Rhode Island, Združene države Amerike, † 27. januar 1947, Bejrut, Libanon.
Bil je občudovalec in prevajalec francoske literature 18. in 19. stoletja (največ je prevajal dela Moliera, Voltaira in de Lamartina). Je vodilni predstavnik libanonske pesniške romantike.

## Dela
- Kače raja (1938)
- Melodije (1941)
- Klic srca (1944)